# 卡伦·狄克逊
卡伦·狄克逊（英語：Karen Dixon，1964年9月17日—），旧姓斯特雷克（Straker），英国女子马术运动员。她曾代表英国参加1988年、1992年、1996年和2000年夏季奥林匹克运动会马术比赛，其中1988年奥运会获得一枚银牌。